# Transformers: Cyberverse
Transformers: Cyberverse, è una serie animata in computer grafica del 2018 basata sulla nota serie Transformers e viene trasmesso sul canale americano di Cartoon Network dal 1º settembre 2018 con episodi da 10 minuti, tranne per gli ultimi due episodi della quarta stagione che sono di 45 minuti ciascuno.
La serie in Italia viene trasmessa su K2 a partire dal 13 ottobre 2018.

## Trama
Windblade arriva sulla Terra alla ricerca dei suoi compagni partiti alcune decine di milioni di anni prima per recuperare l'All Spark. Giunta in un deserto si ricongiunge con Bumblebee, ma scopre che ha perso la memoria. L'unico modo per ritrovare il resto della squadra è attraverso i ricordi perduti di Bumblebee, ma verranno ostacolati dai Decepticon.

## Personaggi
Autobot
- Optimus Prime
- Bumblebee
- Windblade
- Grimlock
- Wheeljack
- Hot Rod
- Prowl
- Ratchet
- Arcee
- Rack'n'Ruin
- Blurr
- Perceptor
- Cheetor
- Jetfire
- Drift/Deadlock
- Maccadam

Decepticon
- Megatron
- Starscream
- Soundwave
- Shockwave
- Shadow Striker
- Slipstream
- Thundercraker
- Skywarp
- Acid Storm
- Thrust
- Novastorm
- Dirge
- Ramjet
- Globe
- Lockdown
- Bludgeon
- Skybyte

In alcuni episodi compaiono dei soldati di entrambe le fazioni.

## Episodi
- La serie in originale è divisa in quattro stagioni: la prima, composta da 18 episodi, è intitolata Chapter One, la seconda, composta da altri 18 episodi, è intitolata Chapter Two: Power of the Spark e la terza, composta da 26 episodi, è intitolata Chapter Three: Bumblebee: Cyberverse Adventures e la quarta, composta da solo 2 episodi, è intitolata Chapter Four: Bumblebee Cyberverse Adventures

- In Italia la serie viene composta come un'unica stagione, tranne per gli ultimi due episodi della quarta stagione.

### Prima stagione
| N° | Titolo italiano                       | Titolo originale       | Data USA          | Data Italia      |
| -- | ------------------------------------- | ---------------------- | ----------------- | ---------------- |
| 1  | Frammentazione                        | Fractured              | 1 settembre 2018  | 13 ottobre 2018  |
| 2  | Memoria                               | Memory                 | 8 settembre 2018  | 13 ottobre 2018  |
| 3  | All Spark                             | AllSpark               | 15 settembre 2018 | 20 ottobre 2018  |
| 4  | La spedizione                         | The Journey            | 22 settembre 2018 | 20 ottobre 2018  |
| 5  | Tempesta di neve                      | Whiteout               | 29 settembre 2018 | 27 ottobre 2018  |
| 6  | Megatron è il mio eroe                | Megatron Is My Hero    | 6 ottobre 2018    | 3 novembre 2018  |
| 7  | Il Cubo                               | Cube                   | 13 ottobre 2018   | 3 novembre 2018  |
| 8  | Velocità estrema                      | Terminal Velocity      | 20 ottobre 2018   | 10 novembre 2018 |
| 9  | Shadow Striker                        | Shadowstriker          | 27 ottobre 2018   | 10 novembre 2018 |
| 10 | Maccadam                              | MacCadam’s             | 3 novembre 2018   | 17 novembre 2018 |
| 11 | Sabotaggio                            | Sabotage               | 10 novembre 2018  | 24 novembre 2018 |
| 12 | Teletran X                            | Teletraan-X            | 17 novembre 2018  | 24 novembre 2018 |
| 13 | Matrice di comando                    | Matrix of Leadership   | 24 novembre 2018  | 1 dicembre 2018  |
| 14 | In trappola                           | Siloed                 | 1 dicembre 2018   | 1 dicembre 2018  |
| 15 | Il re dei dinosauri                   | King of the Dinosaurs  | 8 dicembre 2018   | 8 dicembre 2018  |
| 16 | Estinzione                            | The Extinction Event   | 15 dicembre 2018  | 15 dicembre 2018 |
| 17 | Il risveglio dei giganti addormentati | Awaken Sleeping Giants | 22 dicembre 2018  | 22 dicembre 2018 |
| 18 | Eruzione                              | Eruption               | 29 dicembre 2018  | 22 dicembre 2018 |

### Seconda stagione
| N° | Titolo italiano                     | Titolo originale                    | Data USA          | Data Italia      |
| -- | ----------------------------------- | ----------------------------------- | ----------------- | ---------------- |
| 19 | Il mare della tranquillità          | Sea of Tranquility                  | 7 settembre 2019  | 19 ottobre 2019  |
| 20 | Sorge una luna cattiva              | Bad Moon Rising                     | 14 settembre 2019 | 26 ottobre 2019  |
| 21 | L'ospite                            | The Visitor                         | 21 settembre 2019 | 2 novembre 2019  |
| 22 | Portatemi la testa di Optimus Prime | Bring Me the Spark of Optimus Prime | 28 settembre 2019 | 9 novembre 2019  |
| 23 | Giochi                              | Trials                              | 5 ottobre 2019    | 16 novembre 2019 |
| 24 | Nascita oscura                      | Dark Birth                          | 12 ottobre 2019   | 23 novembre 2019 |
| 25 | Il negoziato                        | Parley                              | 19 ottobre 2019   | 30 novembre 2019 |
| 26 | I figli di Starscream               | Starscream's Children               | 26 ottobre 2019   | 7 dicembre 2019  |
| 27 | Trovato                             | Spotted                             | 2 novembre 2019   | 14 dicembre 2019 |
| 28 | Scienza segreta                     | Secret Science                      | 9 novembre 2019   | 12 gennaio 2020  |
| 29 | Vendetta senza fine                 | Infinite Vendetta                   | 16 novembre 2019  | 19 gennaio 2020  |
| 30 | Io sono l'All Spark                 | I Am the Allspark                   | 23 novembre 2019  | 26 gennaio 2020  |
| 31 | Fuga dalla Terra                    | Escape From Earth                   | 30 novembre 2019  | 2 febbraio 2020  |
| 32 | Festa grande                        | Party Down                          | 7 dicembre 2019   | 9 febbraio 2020  |
| 33 | Spazzato via                        | Wiped Out                           | 14 dicembre 2019  | 16 febbraio 2020 |
| 34 | Città fantasma                      | Ghost Town                          | 21 dicembre 2019  | 23 febbraio 2020 |
| 35 | La tempesta perfetta                | Perfect Storm                       | 28 dicembre 2019  | 1 marzo 2020     |
| 36 | Nel mezzo                           | The Crossroads                      | 4 gennaio 2020    | 8 marzo 2020     |

### Terza stagione
| N° | Titolo italiano                             | Titolo originale                       | Data USA       | Data Italia      |
| -- | ------------------------------------------- | -------------------------------------- | -------------- | ---------------- |
| 37 | La battaglia per Cybertron (prima parte)    | The Battle for Cybertron: Part 1       | 15 marzo 2020  | 5 aprile 2020    |
| 38 | La battaglia per Cybertron (seconda parte)  | The Battle for Cybertron: Part 2       | 15 marzo 2020  | 12 aprile 2020   |
| 39 | La battaglia per Cybertron (terza parte)    | The Battle for Cybertron: Part 3       | 15 marzo 2020  | 19 aprile 2020   |
| 40 | La battaglia per Cybertron (quarta parte)   | The Battle for Cybertron: Part 4       | 15 marzo 2020  | 26 aprile 2020   |
| 41 | Il Loop                                     | The Loop                               | 22 marzo 2020  | 10 maggio 2020   |
| 42 | Vicolo cieco                                | The Dead End                           | 22 marzo 2020  | 17 maggio 2020   |
| 43 | Il dormiente                                | The Sleeper                            | 29 marzo 2020  | 24 maggio 2020   |
| 44 | Il cittadino                                | The Citizen                            | 29 marzo 2020  | 31 maggio 2020   |
| 45 | Il processo                                 | The Trial                              | 5 aprile 2020  | 7 giugno 2020    |
| 46 | Il prigioniero                              | The Prisoner                           | 5 aprile 2020  | 14 giugno 2020   |
| 47 | Lo scienziato                               | The Scientist                          | 12 aprile 2020 | 21 giugno 2020   |
| 48 | L'alleanza                                  | The Alliance                           | 12 aprile 2020 | 28 giugno 2020   |
| 49 | Il giudice                                  | The Judge                              | 19 aprile 2020 | 5 luglio 2020    |
| 50 | La fine dell'universo (prima parte)         | The End of the Universe: Part 1        | 26 aprile 2020 | 4 ottobre 2020   |
| 51 | La fine dell'universo (seconda parte)       | The End of the Universe: Part 2        | 26 aprile 2020 | 11 ottobre 2020  |
| 52 | La fine dell'universo (terza parte)         | The End of the Universe: Part 3        | 26 aprile 2020 | 18 ottobre 2020  |
| 53 | La fine dell'universo (quarta parte)        | The End of the Universe: Part 4        | 26 aprile 2020 | 25 ottobre 2020  |
| 54 | Linee nemiche                               | Enemy Line                             | 3 maggio 2020  | 1 novembre 2020  |
| 55 | Thunder Howl                                | Thunderhowl                            | 17 maggio 2020 | 8 novembre 2020  |
| 56 | Il selvaggio Wildwheel                      | Wild Wild Wheel                        | 17 maggio 2020 | 15 novembre 2020 |
| 57 | Caccia agli alieni con Meteor Fire e Cosmos | Alien Hunt! With Meteorfire and Cosmos | 24 maggio 2020 | 22 novembre 2020 |
| 58 | Viaggio nella valle di Repugnus             | Journey to the Valley of Repugnus      | 24 maggio 2020 | 29 novembre 2020 |
| 59 | RackandRuin e Ratchet                       | Rack'n'Ruin'n'Ratchet                  | 31 maggio 2020 | 6 dicembre 2020  |
| 60 | L'abitante degli abissi                     | Dweller in the Depths                  | 31 maggio 2020 | 13 dicembre 2020 |
| 61 | Attacco silenzioso                          | Silent Strike                          | 7 giugno 2020  | 20 dicembre 2020 |
| 62 | L'altro                                     | The Other One                          | 7 giugno 2020  | 27 dicembre 2020 |

### Quarta stagione
| N° | Titolo italiano | Titolo originale       | Data USA         | Data Italia |
| -- | --------------- | ---------------------- | ---------------- | ----------- |
| 63 |                 | The Immobilizers       | 22 novembre 2021 |             |
| 64 |                 | The Perfect Decepticon | 22 dicembre 2021 |             |

## Videogioco
Un videogioco viene sviluppato da Coatsink, intitolato Transformers: Battlegrounds, è stato rivelato dal suo editore Outright Games. Il gioco ha ricevuto un'uscita nordamericana e sudamericana il 23 ottobre 2020 per Nintendo Switch, PlayStation 4, PlayStation 5, Xbox One, Xbox Series X/S e Microsoft Windows.